# Памятник дюку де Ришельё
Памятник дюку (герцогу) де Ришельё в Одессе (укр. Пам'ятник Арману де Рішельє; также известен как бронзовый дюк) — бронзовый монумент в полный рост, посвящённый Арману Эмманюэлю дю Плесси, герцогу де Ришельё, открыт в 1828 году. Первый памятник, установленный в Одессе.

## Предыстория
Де Ришельё участвовал в штурме Измаила, а спустя пять лет надолго обосновался в Российской империи. В 1803 году Ришельё стал градоначальником, а с 1805 по 1814 год генерал-губернатором Одессы. Одесситы называли его «наш Дюк» и считали основателем города, хотя к тому времени Одессе было уже 8 лет. Стараниями нового градоначальника город превратился в крупный торговый порт.
Когда Бурбоны вернули себе трон, Дюк уехал во Францию, где стал премьер-министром в правительстве Людовика XVIII. Умер 16 мая 1822 года в возрасте 55 лет в Париже от кровоизлияния в мозг.

## История создания
Получив горестное известие из Парижа о кончине Ришельё, граф Ланжерон обратился с призывом к населению начать сбор средств на сооружение памятника. Заступивший в мае 1823 года на пост Новороссийского генерал-губернатора граф М. С. Воронцов заказал памятник известному скульптору И. П. Мартосу. Он стал одним из последних творений этого выдающегося русского мастера.
Памятник представляет собой бронзовую статую Ришельё в римской тоге со свитком в руке и тремя латунными горельефами, символизирующими земледелие, торговлю и правосудие.
Заложен 30 июня 1827 года. Скульптура и горельефы отлиты в бронзе литейным мастером В. П. Екимовым в Петербурге. Постамент выдающегося петербургского архитектора А. И. Мельникова и архитектора Ф. К. Боффо. Монумент в стиле классицизма, представляет собой поставленную на пьедестал бронзовую статую А.-Э. Ришельё. Величина фигуры несколько больше натуральной. Квадратный в плане пьедестал с карнизом из розового полированного гранита с берега реки Южный Буг (около Вознесенска), подаренный херсонским помещиком Скаржинским, отделан мастером П. Дженари. Основанием пьедестала служит стилобат в форме усечённой пирамиды из местного известняка с четырьмя ступенями из гранита.
На гранях пьедестала в прямоугольных нишах установлены плиты и горельефы. На фасадной — латунная золочёная плита с надписью:

Герцогу Еммануилу де Ришельё, управлявшему съ 1803 по 1814 годъ Новороссійскимъ краемъ и положившему основаніе благосостоянію Одессы благодарные къ незабвеннымъ его трудамъ жители всехъ сословій сего города и губерній: Екатеринославской Херсонской и Таврической, воздвигли памятникъ сей въ 1826 годѣ при Новороссійском генералъ-губернаторѣ графѣ Воронцовѣ.— фотография таблички
На трёх боковых сторонах — бронзовые горельефные изображения, символизирующие торговлю, правосудие и земледелие.
Работами по установке памятника руководил архитектор Ф. К. Боффо.
Открытие бронзового памятника дюку состоялось 22 апреля 1828 года.

## Повреждение во время Крымской войны

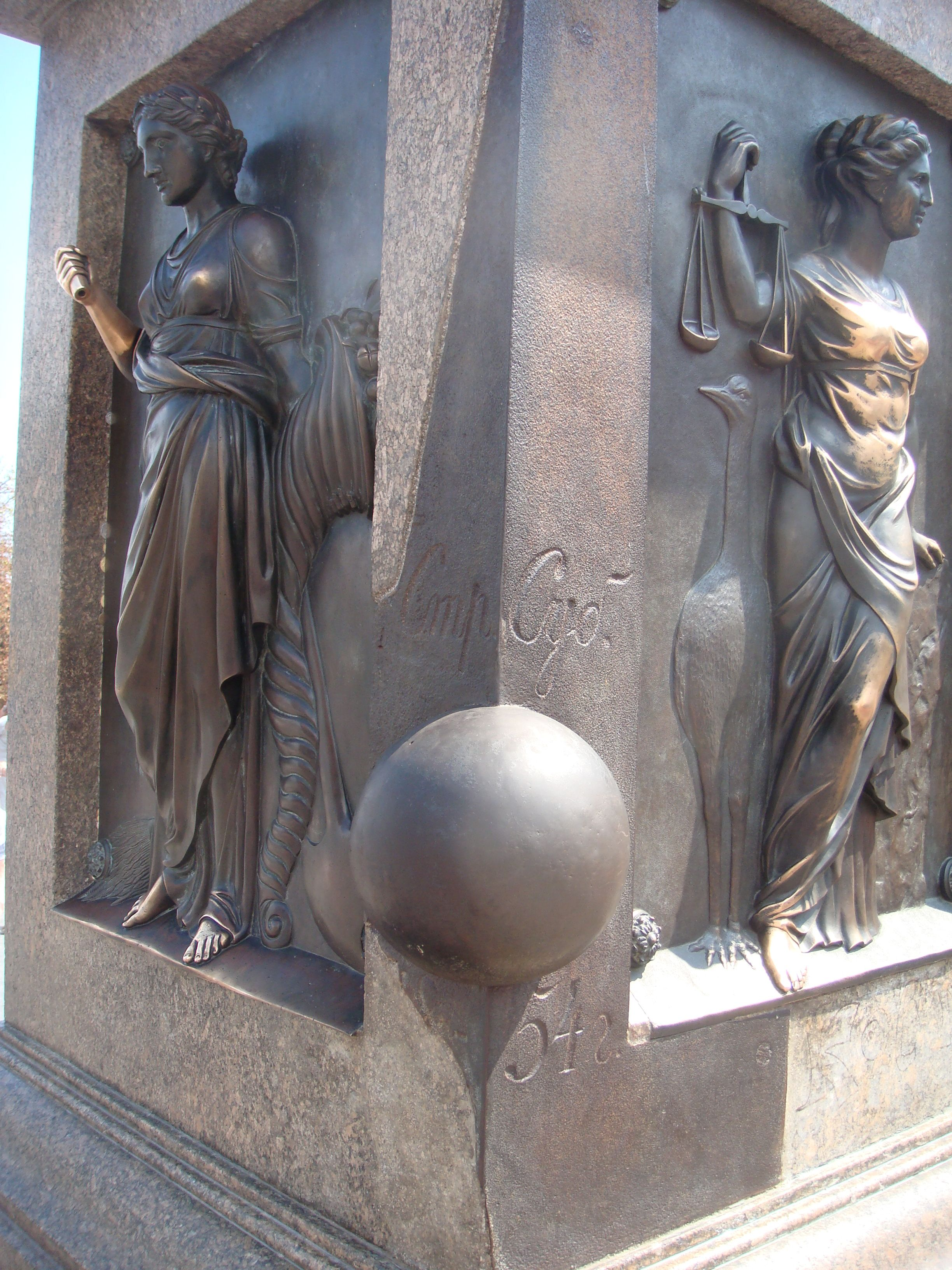
Пьедестал памятника дюку де Ришельё, повреждённый ядром при обстреле города англо-французсой эскадрой в 1854 году

Во время Крымской войны англо-французская эскадра обстреляла город и порт. Одно ядер взорвалось на площади около памятника и повредило его постамент осколком. После войны на месте повреждения была установлена чугунная заплатка со стилизованным пушечным ядром.

## События 1969 года
В 1969 году, в рамках отмечания 175-летия создания города, предлагалось заменить памятник и установить на его месте памятник Суворову, которого городской комитет КПСС называл подлинным основателем Одессы. Лишь в результате обращения Аркадия Львова к Константину Симонову и совместных действий, закончившимися публикацией письма по теме в газете «Неделя», удалось воспрепятствовать этим планам. Вскоре после этой публикации одесская газета «Знамя коммунизма» опубликовала заметку, в которой было указано: «В комитете по геодезии и картографии Союза ССР памятник Ришельё охраняется законом». Эта публикация де-факто аннулировала предложение о сносе.

## Расположение в городе
Адрес: Приморский бульвар, 9. Памятник обращён лицом к морю, прямо перед ним Потёмкинская лестница, ведущая к Морскому вокзалу. Позади памятника — два здания присутственных мест, образующих полукруглую площадь, далее — Екатерининская площадь. Памятник удачно сочетается с окружающей застройкой и Потёмкинской лестницей.

## Интересные факты
- Одесситы говорят: «Погляди на Дюка со второго люка» или «Посмотри на Дюка с люка». Если смотреть на памятник с водопроводного люка слева от него, то свиток и складки одежды Дюка чрезвычайно похожи на мужские гениталии.[6] В песне Игоря Ганькевича «Прогулка по Одессе» факт про люк отражён так: «Улыбаясь Дюку, по бульвару хожу; со второго люка на него не гляжу…»
- В песне "Ах, Одесса", которую исполняет Маша Распутина, есть слова "Что мне  Штаты, что Канада, я у Дюка на виду"
- Интересно, что Фемида на бронзовом горельефе изображена без традиционной повязки на глазах[7].
- Памятник не очень похож на портрет Ришельё, так как Мартос, по мнению искусствоведов, был неважным портретистом и предпочитал копировать доступные скульптурные образцы. Дюка, судя по всему, наделили лицом первого римского императора Гая Юлия Цезаря Октавиана Августа.

## Галерея

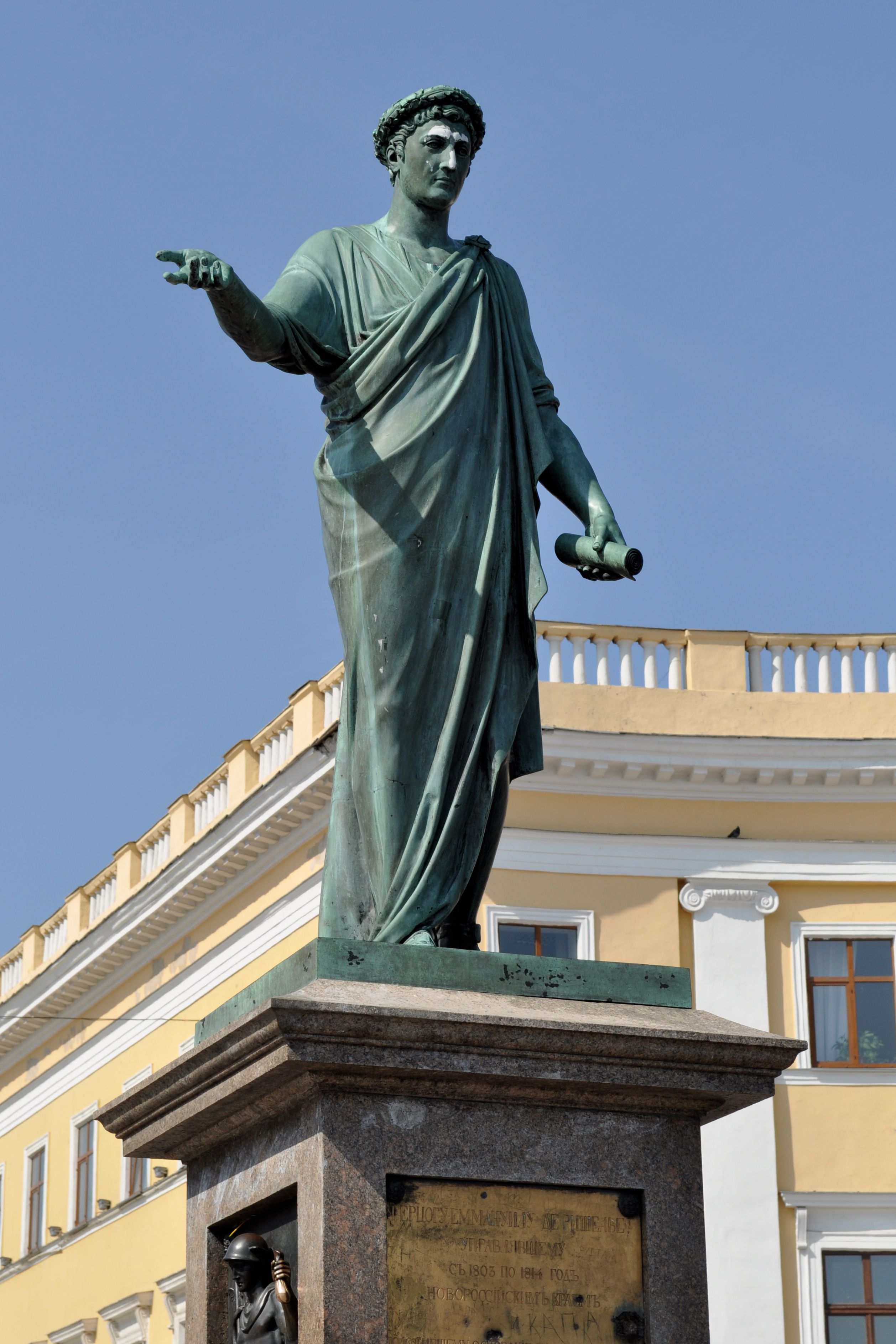
Памятник Дюку
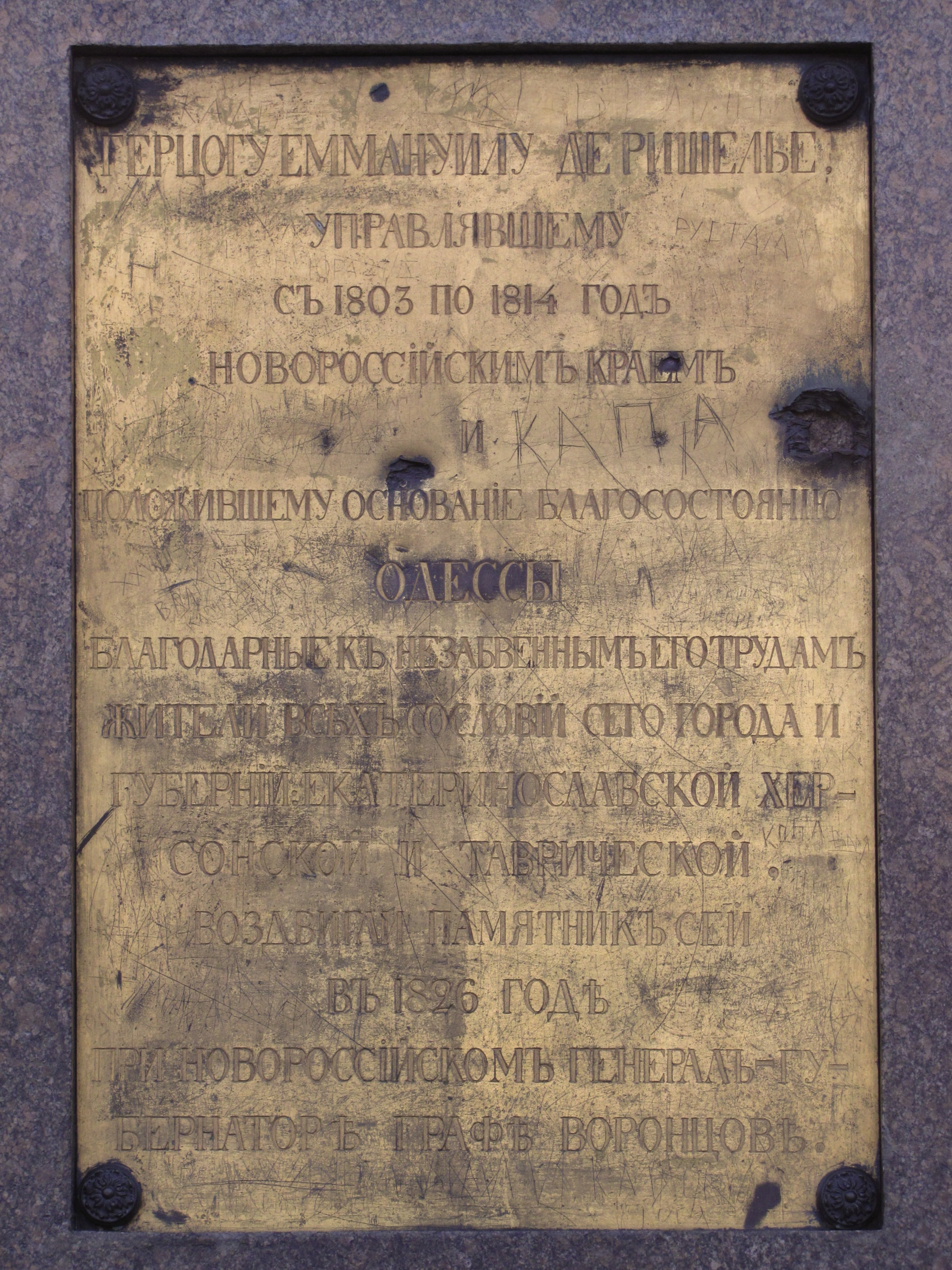
Табличка
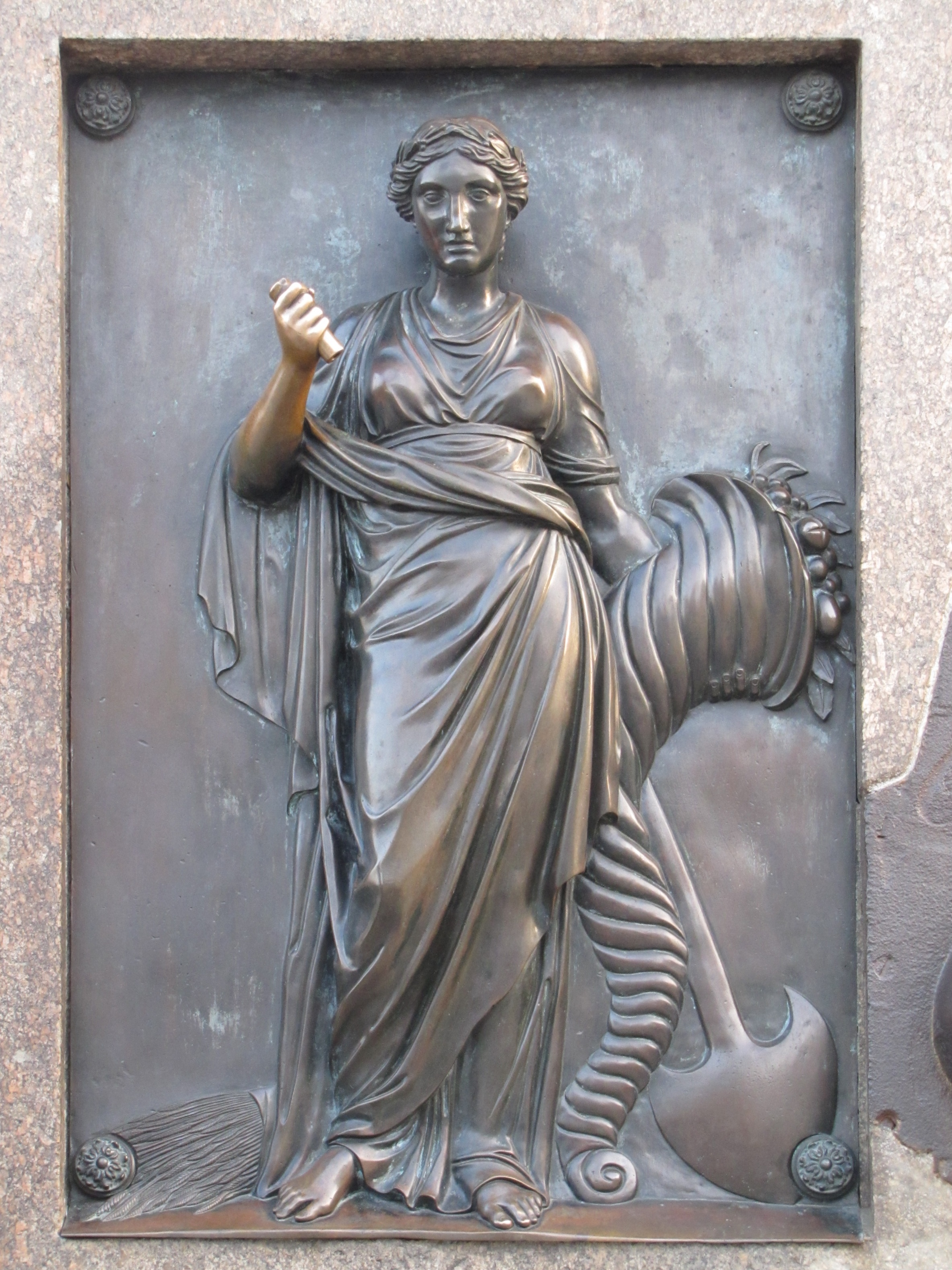
Земледелие
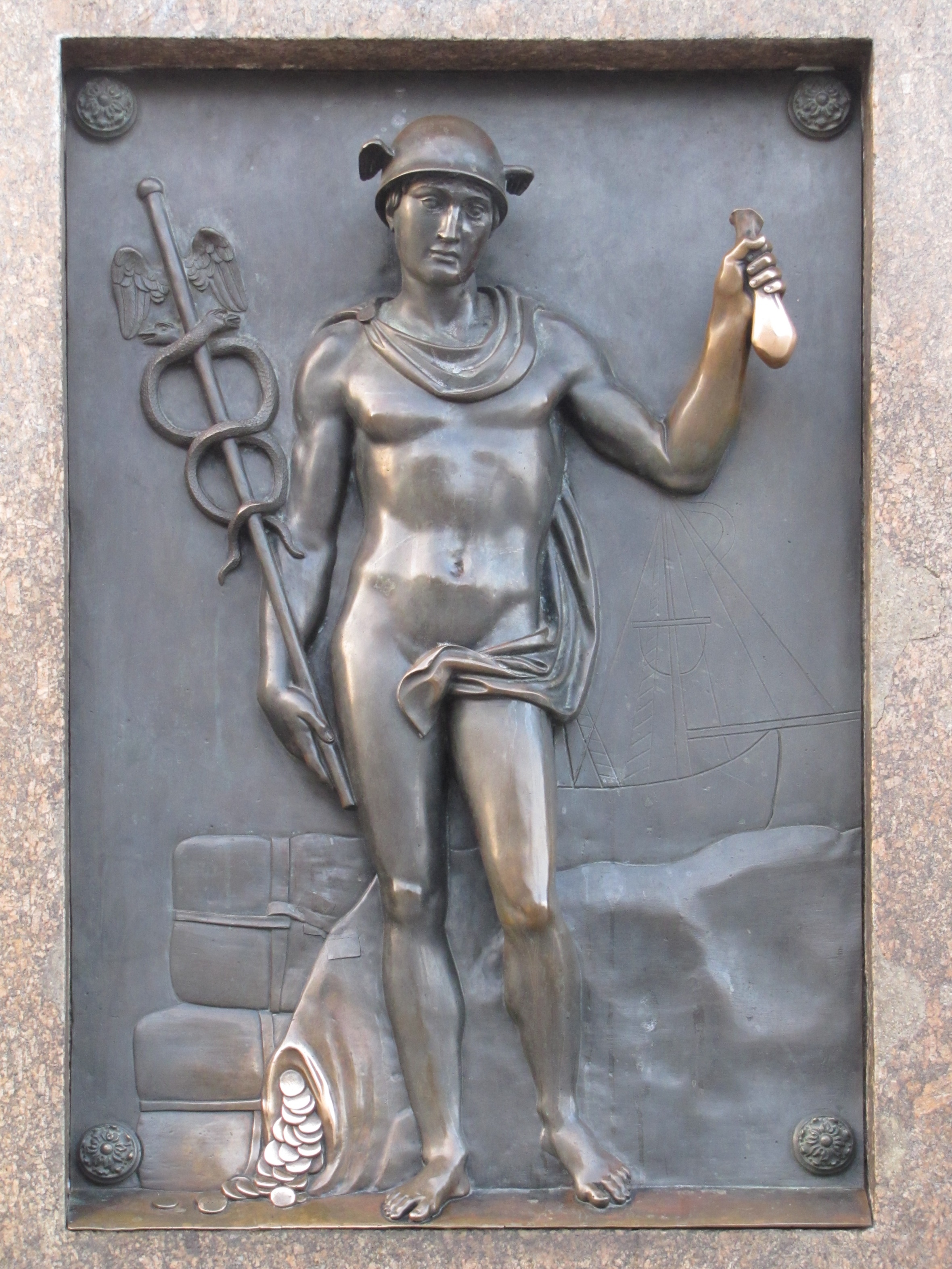
Торговля
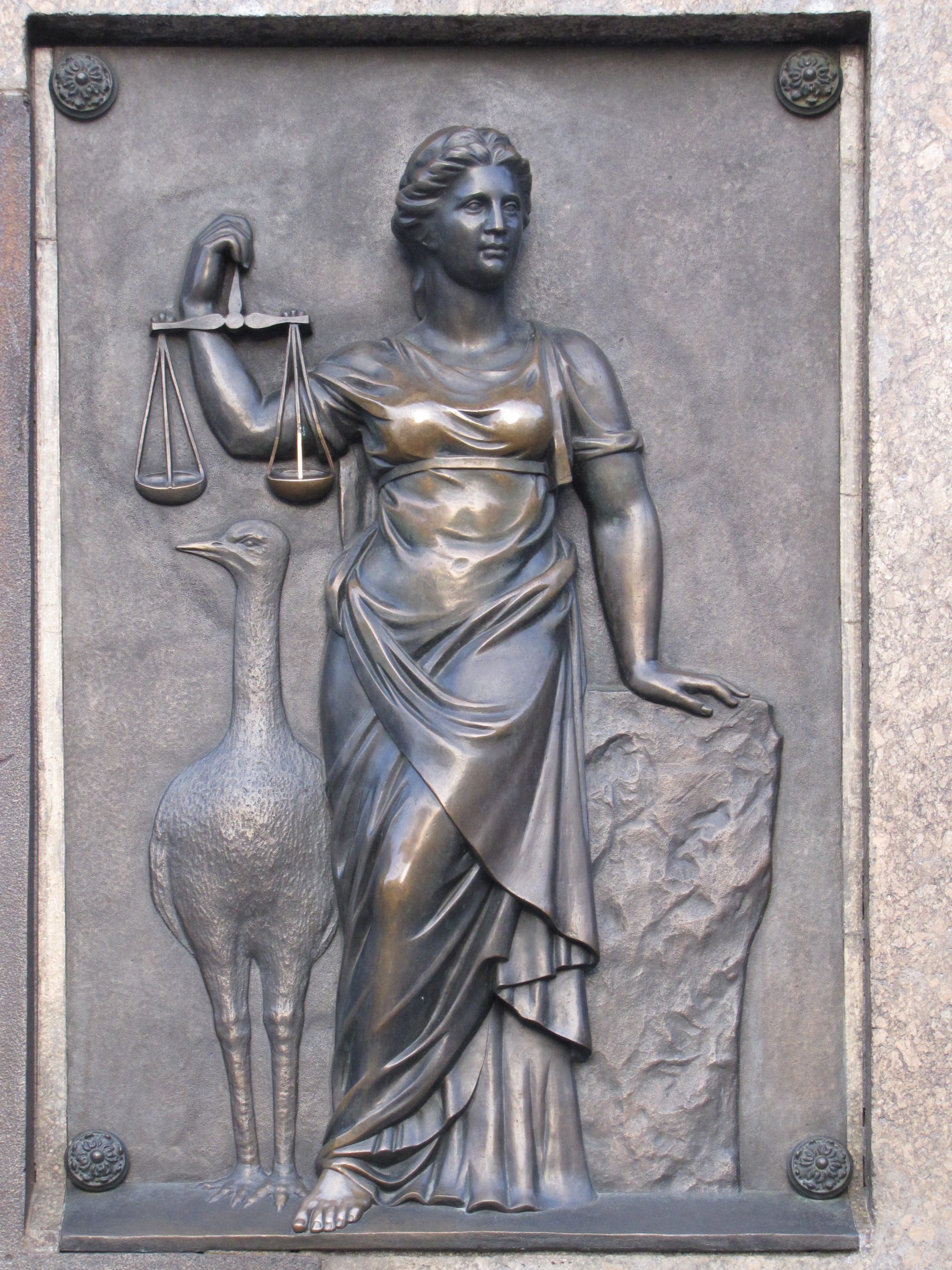
Правосудие